# Melipona seminigra
Melipona seminigra är en biart som beskrevs av Heinrich Friese 1903. Melipona seminigra ingår i släktet Melipona och familjen långtungebin. Inga underarter finns listade i Catalogue of Life.